# Riccardo Pacifici
Riccardo Reuven Pacifici (Firenze, 18 febbraio 1904 – Auschwitz, 12 dicembre 1943) è stato un rabbino italiano, vittima dell'Olocausto.

## Biografia

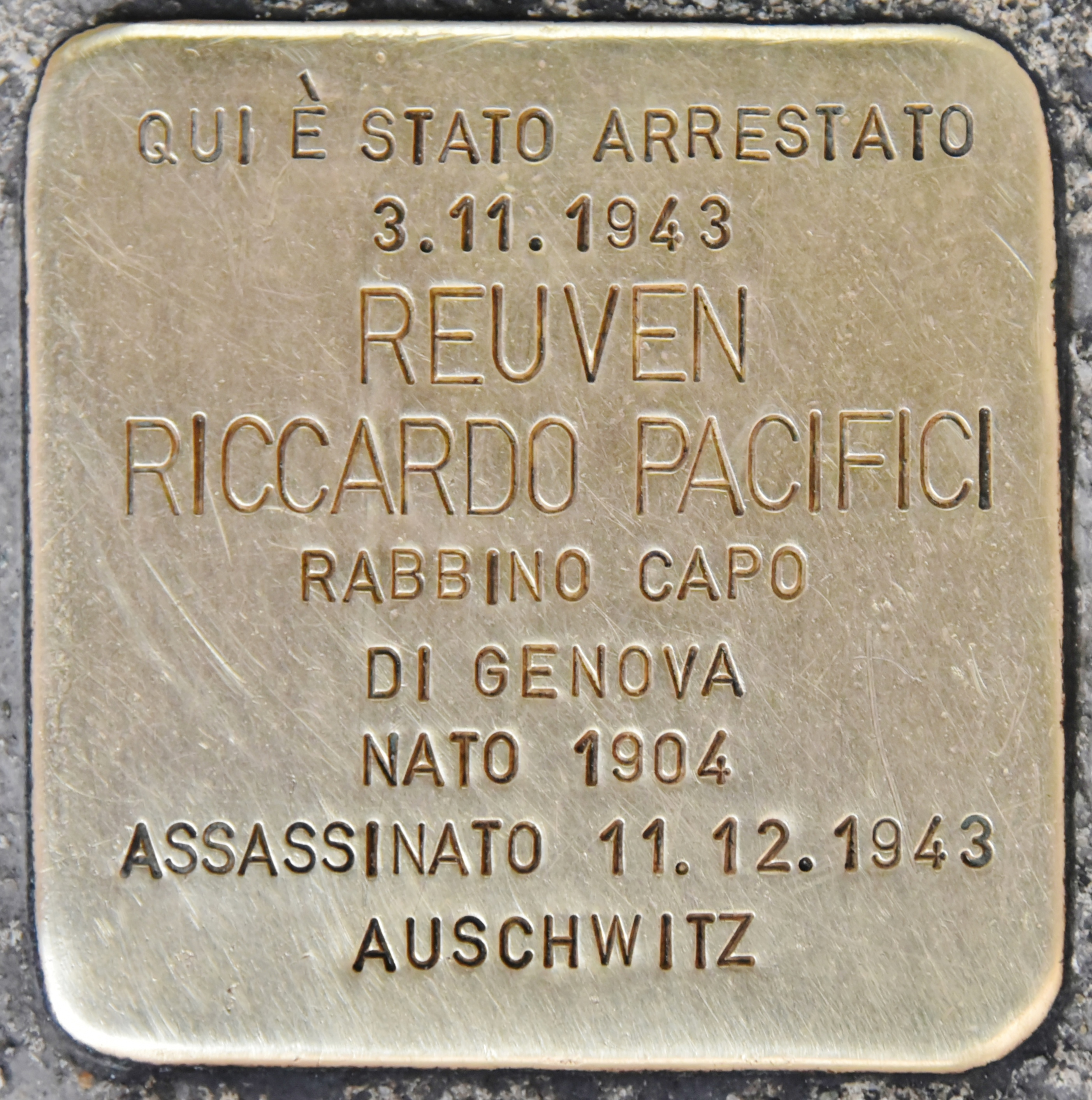
Pietra d'inciampo per Reuven Riccardo Pacifici, Genova

Figlio di Mario Mordechai Pacifici e di Gilda Borghi, discendente da un'antica famiglia sefardita di origine spagnola e di tradizione rabbinica stabilitasi in Toscana, dapprima a Livorno e successivamente a Firenze, nel XVI secolo. Terminato il liceo classico si iscrisse all'Università di Firenze  dove nel 1926 si laureò con lode in lettere classiche. Nel 1927 conseguì, presso il collegio rabbinico di Firenze, dove aveva avuto come maestri Elia Samuele Artom, Umberto Cassuto, Shemuel Zvi Margulies, il titolo di Chachàm ha shalèm (rabbino maggiore).
Vicerabbino di Venezia dal 1928 al 1930, direttore del collegio rabbinico di Rodi dal 1930, gran rabbino di Rodi fino al 1936, rabbino capo della comunità ebraica di Genova dal 1936 fino alla deportazione. Anche negli anni difficili della guerra non smise mai di prestare la sua opera di capo spirituale e di insegnante. Assistette moralmente e spiritualmente i profughi del campo di raccolta di Ferramonti di Tarsia (CS), recandovisi a più riprese nel 1942 e nel 1943.
Non avendo voluto abbandonare la comunità di Genova di cui era capo spirituale, fu catturato con l'inganno dai nazisti e deportato ad Auschwitz dove morì con la moglie Wanda Abenaim e molte altre persone appartenenti alla famiglia Pacifici. Dal 1966 una piazza nel cuore di Genova lo ricorda: largo Riccardo Pacifici. Nel maggio del 2008, la proposta avanzata da Gianni Alemanno, sindaco della città di Roma, di intitolare una strada della Capitale allo scomparso deputato Giorgio Almirante, già segretario politico del Movimento Sociale Italiano - Destra Nazionale, fu contestata a causa di alcuni scritti razzisti e antiebraici di cui lo stesso Almirante era stato autore a partire dalla introduzione in Italia delle cosiddette "leggi razziali" e durante la seconda guerra mondiale.
Per allontanare definitivamente ogni eventuale strascico polemico, Riccardo Pacifici, all'epoca presidente della comunità ebraica di Roma, nonché nipote del rabbino capo Pacifici e suo omonimo, propose allora a Donna Assunta Almirante, vedova di Giorgio Almirante, quale gesto di buona volontà e definitiva riappacificazione, di dedicare tale strada non al proprio marito, ma al rabbino capo Riccardo Reuven Pacifici.
In sua memoria il 29 gennaio 2012 a Genova è stata collocata uno Stolperstein, davanti a Galleria Mazzini (lato Carlo Felice), luogo dove venne catturato dai nazisti il 3 novembre 1943.
Dalla moglie Wanda Abenaim, Riccardo Pacifici ha avuto tre figli, Emanuele Pacifici, Raffaele Efraim Pacifici e Miriam Ruhama morta precocemente.

## Opere
- Le iscrizioni dell'antico cimitero ebraico a Venezia, Tipografia Enrico Ariani, Firenze, 1935;
- Il nuovo Tempio di Genova con illustrazioni e notizie storiche sulla Comunità nei secoli XVII-XVIII, Tipografia Marsano, Genova, 1939;
- Fatti e personaggi biblici alla luce del pensiero tradizionale ebraico. Antologia di Midrashim scelti e tradotti da Riccardo Pacifici, Grafotecnica, Genova, 1943;
- Discorsi sulla Torà, Roma, 5728-1968, a cura di Emanuele Pacifici (disponibile in forma di e-book gratuito nel sito torah.it);
- Fatti e personaggi biblici nell'interpretazione ebraica tradizionale, Marietti, Genova, 1986, a cura di Emanuele Pacifici